# اچ‌ام‌اس الیکایی (۱۹۱۹)
اچ‌ام‌اس الیکایی (۱۹۱۹) (به انگلیسی: HMS Wren (1919)) یک کشتی بود. این کشتی در سال ۱۹۱۹ ساخته شد.